# KENOM
KENOM ist die Bezeichnung für ein virtuelles Münzportal, in dem wissenschaftliche Münz- und Geldscheinsammlungen erfasst und veröffentlicht werden. Die Buchstabenfolge steht dabei für „Kooperative Erschließung und Nutzung der Objektdaten von Münzsammlungen“.
Das virtuelle Münzkabinett hat sich zum Ziel gesetzt, alte Münzen und Geldscheine zu digitalisieren, damit interessierte Forscher auf Informationen über vergangene Epochen, ihre Herrschaftsverhältnisse und Handelswege zugreifen können.
KENOM gehört zum Gemeinsamen Bibliotheksverbund (GBV), einem Landesbetrieb des Landes Niedersachsen. Das Projekt wird gefördert von der Deutschen Forschungsgemeinschaft (DFG).

## Beteiligte Projektpartner
- Niedersächsisches Landesmuseum Hannover
- Archäologisches Institut der Universität Göttingen
- Archäologisches Museum Hamburg
- Thüringisches Landesamt für Denkmalpflege und Archäologie, Weimar
- Schleswig-Holsteinische Landesbibliothek, Kiel
- Kunstmuseum Moritzburg Halle (Saale), Halle
- Verbundzentrale des GBV, Göttingen